# Zhao Erfeng
Zhao Erfeng (1845–1911), nome de cortesia Jihe, foi um oficial do final da Dinastia Qing e vassalo chinês Han que pertencia ao Estandarte Azul Simples. Ele era um amban assistente no Tibete, em Chamdo, e em Kham (leste do Tibete). Ele foi nomeado em março de 1908 por Lien Yu, o principal amban em Lhasa. Antigo Diretor-Geral da Ferrovia Sichuan-Hubei e vice-rei interino da província de Sichuan, Zhao foi um general chinês muito difamado do final da era imperial que liderou campanhas militares por todo Kham, ganhando o apelido de "Açougueiro de Kham"  e "Zhao, o Açougueiro"  (chinês simplificado: 赵屠户). 

## Amban do Tibete
Zhao Erfeng esmagou os lamas tibetanos e seus mosteiros na Rebelião Tibetana de 1905 em Yunnan e Sichuan. Ele então esmagou os rebeldes no cerco de Chantreng (hoje Condado de Xiangcheng, Sichuan), que durou de 1905 a 1906. Os lamas tibetanos se revoltaram contra o governo Qing, matando funcionários do governo chinês, missionários cristãos católicos ocidentais e nativos cristãos convertidos, já que a seita budista tibetana Guelupa Chapéu Amarelo suspeitava do sucesso missionário cristão. 
Zhao Erfeng estendeu o domínio chinês até Kham e foi nomeado Amban em 1908. Inicialmente, ele trabalhou com o 13º Dalai Lama, que havia retornado após fugir da expedição britânica ao Tibete.  Mas em 1909, eles discordaram fortemente um do outro e Zhao Erfeng levou o Dalai Lama ao exílio. O Dalai Lama foi instalado no palácio e mosteiro de Potala em meio a manifestações populares. O governante, que novamente recebeu poder civil à frente de sua hierarquia, perdoou todos os tibetanos que haviam feito um juramento de lealdade ao Coronel Francis Younghusband, o líder da expedição britânica. As coisas correram bem por um mês até que o lama protestou com os chineses encarregados dos assuntos militares por causa dos excessos das tropas chinesas na fronteira de Sichuan, onde estavam saqueando os mosteiros e matando os monges. Este protesto serviu para agitar toda a questão do status do Tibete. O Amban declarou que era uma província chinesa e disse que lidaria com os rebeldes como bem entendesse. 

Outras questões de autoridade surgiram e, finalmente, o Amban enviou ordens a 500 tropas chinesas que estavam acampadas nos arredores da capital, Lhasa. 
Em 1910, a dinastia "estrangeira" Manchu Ch'ing da China, num espasmo decadente de agressão, enviou dois mil soldados sob o comando do general Chao Er-feng através da fronteira para o Tibete. Quando chegaram a Lhasa, dispararam contra a multidão que se reunia para os cumprimentar. Em 12 de fevereiro, o 13º Dalai Lama fugiu para a Índia perseguido por duzentos cavaleiros chineses e cavalgou para Phari e depois para Yatung no vale de Chumbi, onde recebeu proteção na Agência de Comércio....
Algumas companhias compostas por seguidores do Dalai Lama foram rapidamente registradas sob o nome de "soldados de ouro". Eles tentaram resistir aos soldados chineses, mas, estando mal armados, foram rapidamente dominados. Entretanto, o Dalai Lama, com três dos seus ministros e sessenta vassalos, fugiram por um portão na parte de trás do recinto do palácio e foram alvejados enquanto escapavam pela cidade. 
Em Janeiro de 1908, a última prestação da indemnização tibetana foi paga à Grã-Bretanha e o vale de Chumbi foi evacuado. O Dalai Lama foi então convocado a Pequim, onde obteve autoridade imperial para retomar a sua administração no lugar dos governadores provisórios nomeados como resultado da missão britânica. Ele manteve no cargo os altos funcionários então nomeados e perdoou todos os tibetanos que ajudaram na missão. Mas em 1909, tropas chinesas foram enviadas para operar na fronteira de Sichuan contra certos lamas insurgentes, a quem trataram com severidade. Quando o Dalai Lama tentou dar ordens para que cessassem, o amban chinês em Lhasa contestou a sua autoridade e convocou as tropas chinesas para entrar na cidade. Fizeram-no e o Dalai Lama fugiu para a Índia em Fevereiro de 1910, permanecendo em Darjeeling. As tropas chinesas o seguiram até a fronteira e ele foi deposto por decreto imperial.
Um antigo soldado tibetano Khampa chamado Aten relatou memórias tibetanas de Zhao, chamando-o de "Feng Açougueiro", alegando que ele: arrasou o mosteiro de Batang, ordenou que textos sagrados fossem usados pelas tropas como forros de sapato e assassinou tibetanos em massa. 

## Captura e morte

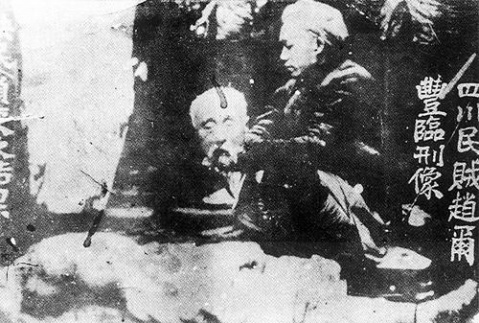
Execução de Zhao Erfeng

Em 1911, Zhao Erfeng, então vice-rei de Sichuan, enfrentou uma rebelião em Sichuan. Em Maio de 1911, os responsáveis Qing concordaram com as exigências europeias de rescindir a propriedade da província de Sichuan sobre uma concessão ferroviária e venderam-na a um consórcio europeu.  (p286)A venda enfureceu a nobreza e os comerciantes de Sichuan, que perderam investimentos consideráveis e resultou na formação de um amplo movimento de oposição, o Movimento de Recuperação Ferroviária de Sichuan.  (p286)
Em 7 de setembro de 1911, Zhao ordenou a prisão de Pu Diajun (líder do movimento e presidente da assembleia constitucional de Sichuan), Luo Lun (presidente da assembleia estudantil de Sichuan) e outros.  (p286) Em um protesto em 8 de setembro de 1911, Zhao ordenou que os soldados atirassem nos manifestantes, o que eles fizeram, matando 26 pessoas durante o Incidente Sangrento de Chengdu.  (p286)
As autoridades fecharam os portões da cidade de Chengdu e os vigiaram fortemente.  (p286) Os manifestantes criaram “telegramas de água” esculpindo uma mensagem em tábuas oleadas, que foram contrabandeadas e flutuadas rio abaixo:  (p286)
O açougueiro Zhao prendeu Pu e Luo,
Depois massacrou o povo de Sichuan.
Em todos os lugares, amigos, levantem-se, salvem e protejam sua terra!
Os combatentes da oposição, compostos principalmente por militantes Gelaohui, sitiaram Chengdu.  (286–287) Em 18 e 19 de setembro, os soldados modernizados do Novo Exército de Zhao, armados com armas de repetição e artilharia, repeliram o cerco.  (p287) Os combates continuaram na área durante dois meses.  (p287)
Zhao convocou tropas de Wuchang, levando os rebeldes de lá a verem isso como uma oportunidade de se rebelarem.  Este foi o pano de fundo da Revolta de Wuchang, o início oficial da Revolução Xinhai, e o desvio de tropas para Sichuan foi um fator importante para seu sucesso.  (p287)
Depois de lutar contra os rebeldes em 22 de dezembro de 1911, Zhao foi capturado e decapitado pelas forças revolucionárias republicanas chinesas que pretendiam derrubar a dinastia Qing.  
Antes de sua morte, Zhao tentou convocar tropas Qing da fronteira entre Sichuan e o Tibete para Chengdu. Ele próprio, por outro lado, fez concessões às forças republicanas como se fosse ceder seu poder sem violência. Quando o reforço Qing de Ya'an se aproximou de Chengdu, o chefe das forças republicanas Yin Changheng ordenou a execução de Zhao. 
Zhao Erfeng era o irmão mais novo de Zhao Erxun, que também foi uma figura importante nos anos finais do Império Qing.

## Controvérsias

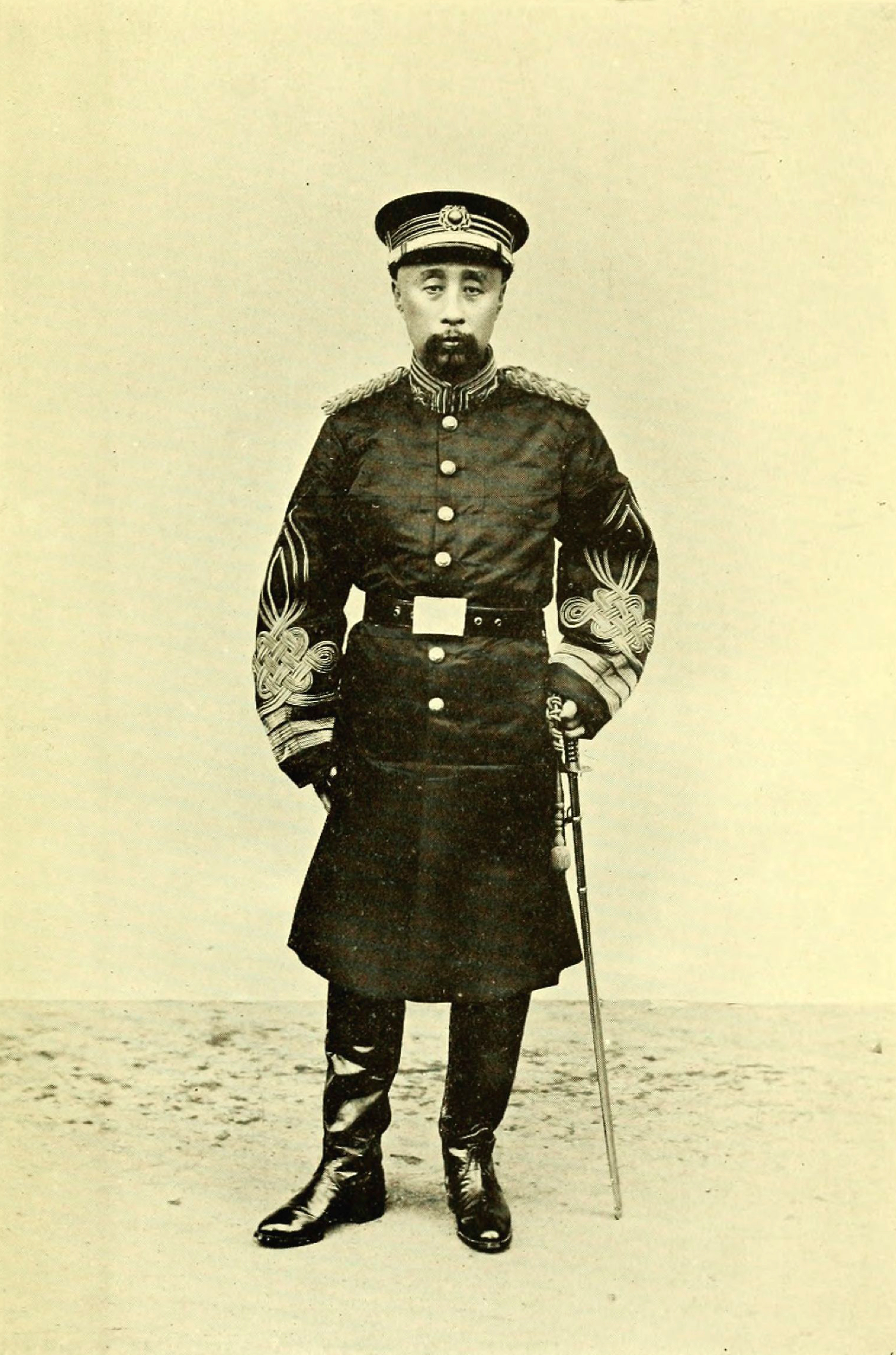
Zhao Erfeng

O governo implacável de Zhao foi criticado pelas gerações posteriores. Ele desempenhou um papel antagônico durante o Movimento de Proteção Ferroviária e a rebelião Miao em Yongning. Assim como no Tibete, ele massacrou civis desarmados. Tanto a República da China como a República Popular da China fizeram comentários oficiais bastante negativos sobre Zhao Erfeng, chamando-o de açougueiro e maníaco homicida.    
A convicção pessoal de Zhao era transformar a região de Kham em uma província administrada diretamente pelo governo central. Ele planejou unificar Sichuan, Kham e Ü-Tsang em um único distrito administrativo para combater a influência britânica na região, bem como sobre o Dalai Lama.  Em Kham, Zhao empregou a burocratização de oficiais nativos, mais comumente conhecidos pelo nome chinês de kai-t'u kuei-liu, que foi uma política executada pelas dinastias Ming e Qing, privando os chefes nativos locais, ou t'u-ssŭ, de seu poder político. Consequentemente, foi implementada uma eliminação dos governantes nativos tibetanos em Batang e Litang.   Ao final de sua campanha no Tibete, a China conseguiu tomar a região de Kham. Entretanto, o controle estabelecido por Zhao foi apenas temporário. Após a queda da dinastia Qing, os tibetanos recuperaram o controle da maioria das terras conquistadas por Zhao Erfeng.  Em 1912, após a morte de Zhao, as tropas chinesas foram retiradas do Tibete em face de uma rebelião tibetana. 
Alguns historiadores consideram os anos tibetanos de Zhao como a primeira tentativa chinesa de assimilar o Tibete numa província chinesa regular.   Isto significa a remoção da classe clerical tibetana do seu estatuto de poder e uma colonização chinesa Han do Tibete. 
As consequências da expedição tibetana de Zhao fizeram com que a região de Kham se tornasse um centro do nacionalismo tibetano. Nos anos seguintes, a tentativa de Lhasa de unificar Amdo, Kham e Ü-Tsang em um Tibete maior estagnou devido à demanda de Kham por mais poder no regime tibetano. 